# Sicista caucasica
Sicista caucasica, (мишівка кавказька) (Vinogradov, 1925) — один з 13 видів, що представляють рід Мишівка (Sicista).

## Систематика
Вперше вид був описаний Борисом Виноградовим в 1925 році в Майкопському районі Адигеї на висоті 2100—2700 м.

## Поширення
Вид поширений в гірських лісах на північному сході Туреччини (Понтійські гори; Kryštufek and Vohralík, 2001) та на північно-західному Кавказі (Росія та Грузія; Sokolov et al., 1987a).